# Иббенбюренер-А
Иббенбюренер-А (нем. Ibbenbürener Aa, другие названия на различных участках реки — Дрейервальде-А, Леддер-Мюленбах, Хёрштелер-А) — река в Германии, протекает по земле Северный Рейн-Вестфалия и Нижняя Саксония, речной индекс 3448. Площадь бассейна реки составляет 138,946 км², а общая длина — 36,083 км. Исток расположен на высоте 114 метров, а устье — на высоте 32 метра над уровнем моря.
Впадает в реку Шпеллер-А. Именованными правыми и левыми притоками Иббенбюренера на территории Северного Рейна-Вестфалии являются:
| - Поггенортграбен (нем. Poggenortgraben; 3,373 км) - Альтенрайнер-Брухграбен (нем. Altenrheiner Bruchgraben; 8,008 км) |  | - Лаггенбеккер-Мюлленбах (нем. Laggenbecker Mühlenbach; 3,146 км) - Йорданбах (нем. Jordanbach; 1,621 км) - Штолленбах (нем. Stollenbach; 1,056 км) - Беренортсграбен (нем. Bärenortsgraben; 4,624 км) - Бодельшвинг-Штоллен (нем. Bodelschwingh Stollen; 3,883 км) - Вестербрухграбен (нем. Westerbruchgraben; 3,412 км) |